# O.P.P. (canção)
"O.P.P." é um canção do grupo norte-americano de hip hop Naughty by Nature. Foi lançado em agosto de 1991 como o primeiro single do álbum de estreia autointitulado Naughty by Nature. A canção foi uma das primeiras canções de hip hop a se tornar popular quando alcançou o número 6 da parada Billboard Hot 100 e número 35 da parada UK Singles Chart. Seu refrão "Down Wit' O.P.P", se tornou um bordão popular nos Estados Unidos no começo dos anos 1990.

## Samples
A canção contém samples de "Synthetic Substitution" de Melvin Bliss e do sucesso de 1970 "ABC" de The Jackson 5, escrito por Alphonzo Mizell, Freddie Perren, Deke Richards e Berry Gordy. As letras tratam de infidelidade sexual, com "O.P.P." sendo a abreviação de "other people's pussy", "other people's penis" e (eufemisticamente) "other people's property".

## Lista de faixas
1. O.P.P. (Vocal)
2. Wickedest Man Alive (Vocal)
3. O.P.P. (Sunny Days Remix)
4. Wickedest Man Alive (Instrumental)
5. O.P.P. (Instrumental)

## Versões oficiais
- O.P.P. (Album Version)
- O.P.P. (Vocal)
- O.P.P. (Instrumental)
- O.P.P. (Sunny Days Remix)

## Performance nas paradas
| Parada (1991-92)                                  | Pico |
| ------------------------------------------------- | ---- |
| Austrália (ARIA)                                  | 31   |
| Canada Dance (RPM)                                | 4    |
| Canada Top Singles (RPM)                          | 56   |
| O campo songid é OBRIGATÓRIO PARA PARADA ALEMÃ    | 25   |
| Países Baixos (Dutch Top 40)                      | 27   |
| Países Baixos (Single Top 100)                    | 20   |
| Nova Zelândia (Recorded Music NZ)                 | 11   |
| Suíça (Schweizer Hitparade)                       | 6    |
| UK Singles (Official Charts Company)              | 35   |
| Estados Unidos (Billboard Hot 100)                | 6    |
| Estados Unidos (Billboard Dance Club Songs)       | 7    |
| Estados Unidos (Billboard R&B/Hip-Hop Songs)      | 5    |
| Estados Unidos (Billboard Hot Rap Songs)          | 1    |
| US Hot Dance Music/Maxi-Singles Sales (Billboard) | 1    |

| Parada (1991)                   | Posição |
| ------------------------------- | ------- |
| U.S. Billboard Hot 100          | 94      |
| Parada (1992)                   | Posição |
| New Zealand (Recorded Music NZ) | 26      |